# Gedraaide vierkante dubbelkoepel
Een gedraaide vierkante dubbelkoepel is in de meetkunde het johnsonlichaam J29. Deze ruimtelijke figuur kan worden geconstrueerd door twee vierkante koepels J4 met hun congruente grondvlakken tegen elkaar te plaatsen. Hetzelfde geldt voor een vierkante orthogonale dubbelkoepel J28, maar het verschil is dat beide vierkante koepels in de twee figuren 45° verschillend ten opzichte van elkaar zijn gedraaid.
De 92 johnsonlichamen werden in 1966 door Norman Johnson benoemd en beschreven.
- (en)  MathWorld. Square Gyrobicupola.